# ايماسوفيا
إيماسوفيا هي منظمة غير ربحية مقرها في اسلو
النرويج، التي تهدف إلى زيادة الوصول إلى مدما وسميدليكش للأغراض الطبية والعلمية، فضلا عن الدعوة إلى إضفاء الطابع القصير على أسسام للأسباب المتعلقة بحقوق الإنسان. تأسست إيماسوفيا في عام 2015 من قبل الباحثون بول-Ørjan يوهانسن وزوجته، تيري كربس.تيري كربس هو زميل بحثي سابق في إدارة علم الأعصاب في كلية الطب الجامعة النرويجية للعلوم والتكنولوجيا. بول-Ørjan يوهانسن هو علم النفس السريري الذي تحدث عن وجود علاج بالمياه مع بسيلوبيبين ومزما لعلاجه اضطرطان وطبيلي. ومن المعروف أن الباحثون دراساتهم على استخدام لسد لعلاج الكحول، فضلا عن تحليل ميتا قدره 130،000 شخص يختتمون عشوائي، بما في ذلك 22،000 شخص الذين استخدموا لسد أو بيوت أو الفسوسيين الفطر مرة واحدة على الأقل. وأدت الدراسة الأخيرة إلى إبرام أن لا يوجد صلة بين هذه المشكلات المشاكل الصحية والمذهلة، وأنه في الواقع، وجدوا في بعض الجمعيات الهامة بين استخدام المخدرات ذات المخدرات وعدد أقل من المشاكل الصحية العقلية. 
ووفقا ل وهانسن ، يحظر الحظر على أشكال السجون ضد حقوق الإنسان لأن المواد أقل ضارة من الأنشطة المشتركة الأخرى ولأن مشكلات تلعب دورا هاما في الاعتقاد، والممارسة الروحية، وتطوير الشؤون الترفيهية، والتوعية.
[[المراجع]]